# Rencontres de la Coupe de la confédération 2017
Pour un article plus général, voir Coupe de la confédération 2017.
Cet article présente les résultats détaillés des rencontres de la Coupe de la confédération 2017.

## Équipes participantes

### Groupes

#### Groupe A
| Rang | Équipe           | Pts | J | G | N | P | Bp | Bc | Diff |  | Résultats (▼ dom., ► ext.) |     |     |     |     |
| ---- | ---------------- | --- | - | - | - | - | -- | -- | ---- |  | -------------------------- | --- | --- | --- | --- |
| 1    | Club africain    | 12  | 6 | 4 | 0 | 2 | 13 | 6  | +7   |  | Club africain              |     | 2-1 | 4-0 | 3-1 |
| 2    | FUS Rabat        | 9   | 6 | 3 | 0 | 3 | 9  | 8  | +1   |  | FUS Rabat                  | 2-1 |     | 3-0 | 2-1 |
| 3    | KCCA FC          | 9   | 6 | 3 | 0 | 3 | 8  | 12 | -4   |  | KCCA FC                    | 2-1 | 3-1 |     | 2-1 |
| 4    | Rivers United FC | 6   | 6 | 2 | 0 | 4 | 6  | 10 | -4   |  | Rivers United FC           | 0-2 | 2-1 | 1-0 |     |

| 1re journée            | FUS Rabat                            | 3-0   | KCCA FC | Complexe sportif Moulay Hassan, Rabat |                            |
| 13 mai 2017 22h00 CEST | El Bahri 7e · Njie 43e · Benarif 77e | (2-0) |         | Arbitrage : Bienvenu Sinko            | Arbitrage : Bienvenu Sinko |
| 13 mai 2017 22h00 CEST | Rapport                              |       |         | Arbitrage : Bienvenu Sinko            | Arbitrage : Bienvenu Sinko |

| 14 mai 2017 | Club africain                                     | 3-1   | Rivers United Football Club | Stade olympique de Radès, Tunis |                               |
| 18h00 CEST  | Ifa 23e · Darragi 45e (pen.) · Douhadji 71e (csc) | (2-0) | Odumegwu 54e                | Arbitrage : Sékou Ahmed Touré   | Arbitrage : Sékou Ahmed Touré |
| 18h00 CEST  | Rapport                                           |       |                             | Arbitrage : Sékou Ahmed Touré   | Arbitrage : Sékou Ahmed Touré |

| 2e journée             | KCCA FC                     | 2-1   | Club africain | Phillip Omondi Stadium, Kampala     |                                     |
| 23 mai 2017 14h00 CEST | Nsibambi 45+1e · Masiko 63e | (1-1) | Belkhiter 19e | Arbitrage : Ahmad Imtehaz Heeralall | Arbitrage : Ahmad Imtehaz Heeralall |
| 23 mai 2017 14h00 CEST | Rapport                     |       |               | Arbitrage : Ahmad Imtehaz Heeralall | Arbitrage : Ahmad Imtehaz Heeralall |

| 24 mai 2017 | Rivers United Football Club | 1-0   | FUS Rabat | Liberation Stadium, Port Harcourt |                                 |
| 16h00 CEST  | Atuloma 72e                 | (0-0) |           | Arbitrage : Jean Claude Ishimwe   | Arbitrage : Jean Claude Ishimwe |
| 16h00 CEST  | Rapport                     |       |           | Arbitrage : Jean Claude Ishimwe   | Arbitrage : Jean Claude Ishimwe |

| 3e journée             | FUS Rabat                         | 2-1   | Club africain | Complexe sportif Moulay Hassan, Rabat |                                     |
| 2 juin 2017 23h00 CEST | Fouzair 53e (pen.) · Skouma 90+3e | (0-1) | Chenihi 19e   | Arbitrage : Mahmoud Ahmed Bassiouny   | Arbitrage : Mahmoud Ahmed Bassiouny |
| 2 juin 2017 23h00 CEST | Rapport                           |       |               | Arbitrage : Mahmoud Ahmed Bassiouny   | Arbitrage : Mahmoud Ahmed Bassiouny |

| 3 juin 2017 | KCCA FC          | 2-1   | Rivers United Football Club | Phillip Omondi Stadium, Kampala |                                 |
| 16h00 CEST  | Nsibambi 16e 71e | (1-1) | Sakin 33e                   | Arbitrage : Hassan Mohamed Hagi | Arbitrage : Hassan Mohamed Hagi |
| 16h00 CEST  | Rapport          |       |                             | Arbitrage : Hassan Mohamed Hagi | Arbitrage : Hassan Mohamed Hagi |

| 4e journée              | Rivers United Football Club | 2-1   | KCCA FC          | Liberation Stadium, Port Harcourt |                              |
| 20 juin 2017 16h00 CEST | Ovoke 1re · Obomate 15e     | (2-1) | Sserunkuma 45+1e | Arbitrage : Juste Ephrem Zio      | Arbitrage : Juste Ephrem Zio |
| 20 juin 2017 16h00 CEST | Rapport                     |       |                  | Arbitrage : Juste Ephrem Zio      | Arbitrage : Juste Ephrem Zio |

| 20 juin 2017 | Club africain             | 2-1   | FUS Rabat          | Stade olympique de Radès, Tunis |                              |
| 22h00 CEST   | Abdi 69e · Meniaoui 90+4e | (0-1) | Fouzair 33e (pen.) | Arbitrage : Mustapha Ghorbal    | Arbitrage : Mustapha Ghorbal |
| 22h00 CEST   | Rapport                   |       |                    | Arbitrage : Mustapha Ghorbal    | Arbitrage : Mustapha Ghorbal |

| 5e journée                | KCCA FC                                         | 3-1   | FUS Rabat   | Phillip Omondi Stadium, Kampala |                             |
| 2 juillet 2017 14h00 CEST | Sserunkuma 42e (pen.) · Saddam 53e · Muleme 62e | (1-0) | Diakité 85e | Arbitrage : Norman Matemera     | Arbitrage : Norman Matemera |
| 2 juillet 2017 14h00 CEST | Rapport                                         |       |             | Arbitrage : Norman Matemera     | Arbitrage : Norman Matemera |

| 2 juillet 2017 | Rivers United Football Club | 0-2   | Club africain                 | Liberation Stadium, Port Harcourt     |                                       |
| 16h00 CEST     |                             | (0-0) | Haddad 63e · Festus 89e (csc) | Arbitrage : Pacifique Ndabihawenimana | Arbitrage : Pacifique Ndabihawenimana |
| 16h00 CEST     | Rapport                     |       |                               | Arbitrage : Pacifique Ndabihawenimana | Arbitrage : Pacifique Ndabihawenimana |

| 6e journée                | Club africain                                         | 4-0   | KCCA FC | Stade olympique de Radès, Tunis |                              |
| 7 juillet 2017 21h00 CEST | Khalifa 11e · Haddad 25e · Zemzemi 41e · Haddad 90+2e | (3-0) |         | Arbitrage : Wellington Kaoma    | Arbitrage : Wellington Kaoma |
| 7 juillet 2017 21h00 CEST | Rapport                                               |       |         | Arbitrage : Wellington Kaoma    | Arbitrage : Wellington Kaoma |

| 7 juillet 2017 | FUS Rabat                   | 2-1   | Rivers United Football Club | Complexe sportif Moulay Hassan, Rabat |                            |
| 21h00 CEST     | El Gnaoui 52e · Fouzair 88e | (0-1) | Sakin 44e                   | Arbitrage : Jackson Pavaza            | Arbitrage : Jackson Pavaza |
| 21h00 CEST     | Rapport                     |       |                             | Arbitrage : Jackson Pavaza            | Arbitrage : Jackson Pavaza |

#### Groupe B
| Rang | Équipe              | Pts | J | G | N | P | Bp | Bc | Diff |  | Résultats (▼ dom., ► ext.) |     |     |     |     |
| ---- | ------------------- | --- | - | - | - | - | -- | -- | ---- |  | -------------------------- | --- | --- | --- | --- |
| 1    | CS Sfax             | 13  | 6 | 4 | 1 | 1 | 13 | 4  | +9   |  | CS Sfax                    |     | 4-0 | 1-0 | 3-0 |
| 2    | MC Alger            | 11  | 6 | 3 | 2 | 1 | 7  | 7  | 0    |  | MC Alger                   | 2-1 |     | 2-1 | 2-0 |
| 3    | Mbabane Swallows FC | 5   | 6 | 1 | 2 | 3 | 8  | 10 | -2   |  | Mbabane Swallows FC        | 1-3 | 0-0 |     | 4-2 |
| 4    | Platinum Stars FC   | 3   | 6 | 0 | 3 | 3 | 6  | 13 | -7   |  | Platinum Stars FC          | 1-1 | 1-1 | 2-2 |     |

| 1re journée            | Club sportif sfaxien | 1-0   | Mbabane Swallows | Stade Taïeb-Mehiri, Sfax |                     |
| 13 mai 2017 20h00 CEST | Marzouki 31e         | (1-0) |                  | Arbitrage : Issa Sy      | Arbitrage : Issa Sy |
| 13 mai 2017 20h00 CEST | Rapport              |       |                  | Arbitrage : Issa Sy      | Arbitrage : Issa Sy |

| 14 mai 2017 | Platinum Stars | 1-1   | MC Alger      | Royal Bafokeng Stadium, Rustenburg |                          |
| 17h00 CEST  | Khunou 43e     | (1-1) | 6e Boudebouda | Arbitrage : Peter Waweru           | Arbitrage : Peter Waweru |
| 17h00 CEST  | Rapport        |       |               | Arbitrage : Peter Waweru           | Arbitrage : Peter Waweru |

| 2e journée             | Mbabane Swallows       | 4-2   | Platinum Stars   | Lobamba, Lobamba            |                             |
| 23 mai 2017 15h00 CEST | Ndzinisa 4e 6e 63e 77e | (2-1) | Shilongo 21e 90e | Arbitrage : Norman Matemera | Arbitrage : Norman Matemera |
| 23 mai 2017 15h00 CEST | Rapport                |       |                  | Arbitrage : Norman Matemera | Arbitrage : Norman Matemera |

| 23 mai 2017 | MC Alger                   | 2-1   | Club sportif sfaxien | Stade 5 Juillet 1962, Alger         |                                     |
| 21h00 CEST  | Nekkache 25e · Hachoud 66e | (1-1) | Aouadhi 41e          | Arbitrage : Mahmoud Zakaria Mohamed | Arbitrage : Mahmoud Zakaria Mohamed |
| 21h00 CEST  | Rapport                    |       |                      | Arbitrage : Mahmoud Zakaria Mohamed | Arbitrage : Mahmoud Zakaria Mohamed |

| 3e journée             | Mbabane Swallows | 0-0   | MC Alger | Lobamba, Lobamba          |                           |
| 2 juin 2017 14h00 CEST |                  | (0-0) |          | Arbitrage : Israel Mujuni | Arbitrage : Israel Mujuni |
| 2 juin 2017 14h00 CEST | Rapport          |       |          | Arbitrage : Israel Mujuni | Arbitrage : Israel Mujuni |

| 4 juin 2017 | Club sportif sfaxien                    | 3-0   | Platinum Stars | Stade Taïeb-Mehiri, Sfax               |                                        |
| 22h00 CEST  | Sokari 11e · Aouadhi 26e · Hannechi 58e | (2-0) |                | Arbitrage : Mahmood Ali Mahmood Ismail | Arbitrage : Mahmood Ali Mahmood Ismail |
| 22h00 CEST  | Rapport                                 |       |                | Arbitrage : Mahmood Ali Mahmood Ismail | Arbitrage : Mahmood Ali Mahmood Ismail |

| 4e journée              | MC Alger        | 2-1   | Mbabane Swallows | Stade 5 Juillet 1962, Alger |                             |
| 20 juin 2017 23h00 CEST | Nekkache 4e 29e | (2-0) | Ndlovu 73e       | Arbitrage : Mahamadou Keita | Arbitrage : Mahamadou Keita |
| 20 juin 2017 23h00 CEST | Rapport         |       |                  | Arbitrage : Mahamadou Keita | Arbitrage : Mahamadou Keita |

| 21 juin 2017 | Platinum Stars | 1-1   | Club sportif sfaxien | Royal Bafokeng Stadium, Rustenburg |                                  |
| 18h00 CEST   | Ntuli 58e      | (0-0) | Hannechi 76e         | Arbitrage : Antoine Max Depadoux   | Arbitrage : Antoine Max Depadoux |
| 18h00 CEST   | Rapport        |       |                      | Arbitrage : Antoine Max Depadoux   | Arbitrage : Antoine Max Depadoux |

| 30 juin 2017 | MC Alger                          | 2-0   | Platinum Stars | Stade 5 Juillet 1962, Alger  |                              |
| 21h00 CEST   | Hachoud 12e (pen.) · Nekkache 89e | (1-0) |                | Arbitrage : Juste Ephrem Zio | Arbitrage : Juste Ephrem Zio |
| 21h00 CEST   | Rapport                           |       |                | Arbitrage : Juste Ephrem Zio | Arbitrage : Juste Ephrem Zio |

| 5e journée                | Mbabane Swallows | 1-3   | Club sportif sfaxien                   | Lobamba, Lobamba             |                              |
| 2 juillet 2017 14h00 CEST | Tshishimbi 44e   | (1-0) | Ben Ali 21e · Chaouat 29e · Karoui 88e | Arbitrage : Parmendra Nunkoo | Arbitrage : Parmendra Nunkoo |
| 2 juillet 2017 14h00 CEST | Rapport          |       |                                        | Arbitrage : Parmendra Nunkoo | Arbitrage : Parmendra Nunkoo |

| 6e journée                | Club sportif sfaxien                                    | 4-0   | MC Alger | Stade Taïeb-Mehiri, Sfax |                         |
| 8 juillet 2017 18h00 CEST | Chaouat 2e · Chaouat 84e · Amdouni 90e · Marzouki 90+2e | (1-0) |          | Arbitrage : Denis Batte  | Arbitrage : Denis Batte |
| 8 juillet 2017 18h00 CEST | Rapport                                                 |       |          | Arbitrage : Denis Batte  | Arbitrage : Denis Batte |

| 8 juillet 2017 | Platinum Stars            | 2-2   | Mbabane Swallows          | Royal Bafokeng Stadium, Rustenburg |                                |
| 19h00 CEST     | Ng'ambi 77e · Ng'ambi 87e | (0-1) | Nhleko 21e · Ndzinisa 69e | Arbitrage : Mahmood Ali Ismail     | Arbitrage : Mahmood Ali Ismail |
| 19h00 CEST     | Rapport                   |       |                           | Arbitrage : Mahmood Ali Ismail     | Arbitrage : Mahmood Ali Ismail |

#### Groupe C
| Rang | Équipe          | Pts | J | G | N | P | Bp | Bc | Diff |  | Résultats (▼ dom., ► ext.) |     |     |     |     |
| ---- | --------------- | --- | - | - | - | - | -- | -- | ---- |  | -------------------------- | --- | --- | --- | --- |
| 1    | ZESCO United FC | 10  | 6 | 3 | 1 | 2 | 6  | 5  | +1   |  | ZESCO United FC            |     | 3-0 | 1-0 | 1-0 |
| 2    | Al Hilal Obayid | 10  | 6 | 3 | 1 | 2 | 6  | 6  | 0    |  | Al Hilal Obayid            | 1-0 |     | 2-0 | 2-1 |
| 3    | CRD Libolo      | 7   | 6 | 2 | 1 | 3 | 4  | 5  | -1   |  | CRD Libolo                 | 3-0 | 1-0 |     | 0-0 |
| 4    | Smouha SC       | 6   | 6 | 1 | 3 | 2 | 5  | 5  | 0    |  | Smouha SC                  | 1-1 | 1-1 | 2-0 |     |

La FIFA a suspendu la Fédération du Soudan de football le 7 juillet 2017 En conséquence, les équipes soudanaises ne pouvaient continuer à participer à des compétitions internationales, et Al Hilal Obayid est donc disqualifié de la Coupe de la confédération. et tous les matchs joués par eux ne sont pas pris en compte. Le 20 juillet 2017, le Comité exécutif de la CAF prend note de la levée de la suspension du Soudan par la FIFA et indique que les clubs soudanais engagés dans les compétitions interclubs de la CAF ne sont pas disqualifiés mais perdent, conformément aux règlements, leurs matchs de la 6e journée de la phase de groupes.
| 1re journée            | ZESCO United    | 1-0   | Smouha Sporting Club | Levy Mwanawasa Stadium, Ndola |                             |
| 13 mai 2017 15h30 CEST | Were 73e (pen.) | (0-0) |                      | Arbitrage : Cecil Fleischer   | Arbitrage : Cecil Fleischer |
| 13 mai 2017 15h30 CEST | Rapport         |       |                      | Arbitrage : Cecil Fleischer   | Arbitrage : Cecil Fleischer |

| 14 mai 2017 | Clube Recreativo Desportivo Libolo | 1-0   | Al Hilal Obayid | Estádio Municipal de Calulo, Calulo |                              |
| 15h00 CEST  | M.Diawara 95e                      | (0-0) |                 | Arbitrage : Aurélien Juenkou        | Arbitrage : Aurélien Juenkou |
| 15h00 CEST  | Rapport                            |       |                 | Arbitrage : Aurélien Juenkou        | Arbitrage : Aurélien Juenkou |

| 2e journée             | Smouha Sporting Club      | 2-0   | Clube Recreativo Desportivo Libolo | Stade Borg Al Arab, Alexandrie |                             |
| 24 mai 2017 18h00 CEST | Raouf 12e · Mohareb 90+4e | (1-0) |                                    | Arbitrage : Mahamadou Keita    | Arbitrage : Mahamadou Keita |
| 24 mai 2017 18h00 CEST | Rapport                   |       |                                    | Arbitrage : Mahamadou Keita    | Arbitrage : Mahamadou Keita |

| 24 mai 2017 | Al Hilal Obayid | 1-0   | ZESCO United | Stade El Abyad, El Abyad |                         |
| 19h00 CEST  | Moukoro 68e     | (0-0) |              | Arbitrage : Sadok Selmi  | Arbitrage : Sadok Selmi |
| 19h00 CEST  | Rapport         |       |              | Arbitrage : Sadok Selmi  | Arbitrage : Sadok Selmi |

| 3e journée             | Smouha Sporting Club | 1-1   | Al Hilal Obayid | Stade Borg Al Arab, Alexandrie |                            |
| 3 juin 2017 22h00 CEST | Mekky 39e (pen.)     | (1-0) | Ezzat 68e (csc) | Arbitrage : Rédouane Jiyed     | Arbitrage : Rédouane Jiyed |
| 3 juin 2017 22h00 CEST | Rapport              |       |                 | Arbitrage : Rédouane Jiyed     | Arbitrage : Rédouane Jiyed |

| 2 juin 2017 | ZESCO United | 1-0   | Clube Recreativo Desportivo Libolo | Levy Mwanawasa Stadium, Ndola |                            |
| 20h45 CEST  | Mbombo 27e   | (1-0) |                                    | Arbitrage : Jackson Pavaza    | Arbitrage : Jackson Pavaza |
| 20h45 CEST  | Rapport      |       |                                    | Arbitrage : Jackson Pavaza    | Arbitrage : Jackson Pavaza |

| 4e journée              | Clube Recreativo Desportivo Libolo        | 3-0   | ZESCO United | Estádio Municipal de Calulo, Calulo   |                                       |
| 20 juin 2017 15h00 CEST | Boukama-Kaya 9e 77e · Fabricio 81e (pen.) | (2-0) |              | Arbitrage : Jean-Jacques Ndala Ngambo | Arbitrage : Jean-Jacques Ndala Ngambo |
| 20 juin 2017 15h00 CEST | Rapport                                   |       |              | Arbitrage : Jean-Jacques Ndala Ngambo | Arbitrage : Jean-Jacques Ndala Ngambo |

| 20 juin 2017 | Al Hilal Obayid            | 2-1   | Smouha Sporting Club | Stade El Abyad, El Abyad   |                            |
| 21h00 CEST   | Girfa 72e · Ladzagla 90+4e | (0-0) | Mohareb 85e          | Arbitrage : Abou Coulibaly | Arbitrage : Abou Coulibaly |
| 21h00 CEST   | Rapport                    |       |                      | Arbitrage : Abou Coulibaly | Arbitrage : Abou Coulibaly |

| 5e journée              | Smouha Sporting Club | 1-1   | ZESCO United      | Stade Borg Al Arab, Alexandrie |                              |
| 30 juin 2017 17h00 CEST | Diawara 89e (pen.)   | (0-1) | Ibrahim 84e (csc) | Arbitrage : Louis Hakizimana   | Arbitrage : Louis Hakizimana |
| 30 juin 2017 17h00 CEST | Rapport              |       |                   | Arbitrage : Louis Hakizimana   | Arbitrage : Louis Hakizimana |

| 1er juillet 2017 | Al Hilal Obayid                          | 2-0   | Clube Recreativo Desportivo Libolo | Stade El Abyad, El Abyad    |                             |
| 19h00 CEST       | El Tahir 21e (pen.) · Moukoro 50e (pen.) | (1-0) |                                    | Arbitrage : Lotfi Bekouassa | Arbitrage : Lotfi Bekouassa |
| 19h00 CEST       | Rapport                                  |       |                                    | Arbitrage : Lotfi Bekouassa | Arbitrage : Lotfi Bekouassa |

| 6e journée                | ZESCO United | 3-0 | Al Hilal Obayid | Levy Mwanawasa Stadium, Ndola |                              |
| 9 juillet 2017 15h00 CEST |              | (-) |                 | Arbitrage : Djamal Aden Abdi  | Arbitrage : Djamal Aden Abdi |
| 9 juillet 2017 15h00 CEST | Rapport      |     |                 | Arbitrage : Djamal Aden Abdi  | Arbitrage : Djamal Aden Abdi |

| 9 juillet 2017 | Clube Recreativo Desportivo Libolo | 0-0   | Smouha Sporting Club | Estádio Municipal de Calulo, Calulo |                                   |
| 15h00 CEST     |                                    | (0-0) |                      | Arbitrage : William Selorm Agbovi   | Arbitrage : William Selorm Agbovi |
| 15h00 CEST     | Rapport                            |       |                      | Arbitrage : William Selorm Agbovi   | Arbitrage : William Selorm Agbovi |

#### Groupe D
| Rang | Équipe               | Pts | J | G | N | P | Bp | Bc | Diff |  | Résultats (▼ dom., ► ext.) |     |     |     |     |
| ---- | -------------------- | --- | - | - | - | - | -- | -- | ---- |  | -------------------------- | --- | --- | --- | --- |
| 1    | TP Mazembe           | 12  | 6 | 3 | 3 | 0 | 8  | 4  | +4   |  | TP Mazembe                 |     | 2-2 | 2-1 | 2-0 |
| 2    | Supersport United FC | 10  | 6 | 2 | 4 | 0 | 13 | 8  | +5   |  | Supersport United FC       | 0-0 |     | 2-2 | 4-1 |
| 3    | Horoya AC            | 9   | 6 | 2 | 3 | 1 | 6  | 5  | +1   |  | Horoya AC                  | 1-1 | 0-0 |     | 1-0 |
| 4    | CF Mounana           | 0   | 6 | 0 | 0 | 6 | 4  | 14 | -10  |  | CF Mounana                 | 0-1 | 3-5 | 0-1 |     |

| 1re journée            | SuperSport United       | 2-2   | Horoya AC                | Lucas Masterpieces Stadium, Pretoria |                         |
| 12 mai 2017 19h45 CEST | Ritchie 39e · Phala 83e | (1-1) | Dipita 34e · Baffour 52e | Arbitrage : Denis Batte              | Arbitrage : Denis Batte |
| 12 mai 2017 19h45 CEST | Rapport                 |       |                          | Arbitrage : Denis Batte              | Arbitrage : Denis Batte |

| 14 mai 2017 | TP Mazembe             | 2-0   | CF Mounana | Stade TP Mazembe, Lubumbashi |                            |
| 15h30 CEST  | Mputu 17e · Kalaba 50e | (1-0) |            | Arbitrage : Jackson Pavaza   | Arbitrage : Jackson Pavaza |
| 15h30 CEST  | Rapport                |       |            | Arbitrage : Jackson Pavaza   | Arbitrage : Jackson Pavaza |

| 2e journée             | CF Mounana                                   | 3-5   | SuperSport United                                | Stade de l'Amitié, Libreville |                          |
| 23 mai 2017 16h00 CEST | Atchabao 27e · Sinayoko 79e · Otchanga 90+2e | (1-3) | Kekana 5e · Mnyamane 34e 41e · Brockie 64e 90+3e | Arbitrage : Abubakar Ago      | Arbitrage : Abubakar Ago |
| 23 mai 2017 16h00 CEST | Rapport                                      |       |                                                  | Arbitrage : Abubakar Ago      | Arbitrage : Abubakar Ago |

| 24 mai 2017 | Horoya AC | 1-1   | TP Mazembe  | Stade 28 Septembre, Conakry  |                              |
| 17h00 CEST  | Ebele 33e | (1-0) | Malango 80e | Arbitrage : Lahlou Benbraham | Arbitrage : Lahlou Benbraham |
| 17h00 CEST  | Rapport   |       |             | Arbitrage : Lahlou Benbraham | Arbitrage : Lahlou Benbraham |

| 3e journée             | CF Mounana | 0-1   | Horoya AC  | Stade de l'Amitié, Libreville |                         |
| 3 juin 2017 15h30 CEST |            | (0-0) | Camara 72e | Arbitrage : Djamal Aden       | Arbitrage : Djamal Aden |
| 3 juin 2017 15h30 CEST | Rapport    |       |            | Arbitrage : Djamal Aden       | Arbitrage : Djamal Aden |

| 4 juin 2017 | TP Mazembe               | 2-2   | SuperSport United        | Stade TP Mazembe, Lubumbashi |                            |
| 13h30 CEST  | Malango 21e · Kalaba 25e | (2-1) | Modiba 26e · Mokoena 65e | Arbitrage : Ferdinand Udoh   | Arbitrage : Ferdinand Udoh |
| 13h30 CEST  | Rapport                  |       |                          | Arbitrage : Ferdinand Udoh   | Arbitrage : Ferdinand Udoh |

| 4e journée              | Horoya AC  | 1-0   | CF Mounana | Stade 28 Septembre, Conakry       |                                   |
| 20 juin 2017 17h00 CEST | Camara 81e | (0-0) |            | Arbitrage : Daniel Nii Ayi Laryea | Arbitrage : Daniel Nii Ayi Laryea |
| 20 juin 2017 17h00 CEST | Rapport    |       |            | Arbitrage : Daniel Nii Ayi Laryea | Arbitrage : Daniel Nii Ayi Laryea |

| 20 juin 2017 | SuperSport United | 0-0   | TP Mazembe | Lucas Masterpieces Stadium, Pretoria |                          |
| 18h00 CEST   |                   | (0-0) |            | Arbitrage : Wisdom Chewe             | Arbitrage : Wisdom Chewe |
| 18h00 CEST   | Rapport           |       |            | Arbitrage : Wisdom Chewe             | Arbitrage : Wisdom Chewe |

| 5e journée                  | Horoya AC | 0-0   | SuperSport United | Stade du 28 Septembre, Conakry |                               |
| 1er juillet 2017 16h00 CEST |           | (0-0) |                   | Arbitrage : Mahmoud Bassiouny  | Arbitrage : Mahmoud Bassiouny |
| 1er juillet 2017 16h00 CEST | Rapport   |       |                   | Arbitrage : Mahmoud Bassiouny  | Arbitrage : Mahmoud Bassiouny |

| 2 juillet 2017 | CF Mounana | 0-1   | TP Mazembe | Stade de l'Amitié, Libreville |                            |
| 16h00 CEST     |            | (0-0) | Mpeko 79e  | Arbitrage : Rédouane Jiyed    | Arbitrage : Rédouane Jiyed |
| 16h00 CEST     | Rapport    |       |            | Arbitrage : Rédouane Jiyed    | Arbitrage : Rédouane Jiyed |

| 6e journée                | SuperSport United                                             | 4-1   | CF Mounana | Lucas Masterpieces Stadium, Pretoria |                                 |
| 8 juillet 2017 14h30 CEST | Grobler 14e · Mnyamane 27e · Brockie 34e · Brockie 45e (pen.) | (4-0) | Mensah 56e | Arbitrage : Hassan Mohamed Hagi      | Arbitrage : Hassan Mohamed Hagi |
| 8 juillet 2017 14h30 CEST | Rapport                                                       |       |            | Arbitrage : Hassan Mohamed Hagi      | Arbitrage : Hassan Mohamed Hagi |

| 8 juillet 2017 | TP Mazembe              | 2-1   | Horoya AC  | Stade TP Mazembe, Lubumbashi |                         |
| 14h30 CEST     | Kanda 14e · Sinkala 82e | (1-1) | Dipita 37e | Arbitrage : Sadok Selmi      | Arbitrage : Sadok Selmi |
| 14h30 CEST     | Rapport                 |       |            | Arbitrage : Sadok Selmi      | Arbitrage : Sadok Selmi |

## Phase à élimination directe

### Quarts de finale
| Équipe               | Aller | Total          | Retour | Équipe          |
| -------------------- | ----- | -------------- | ------ | --------------- |
| MC Alger             | 1 – 0 | 1 – 2          | 0 – 2  | Club africain   |
| Supersport United FC | 0 – 0 | 2E – 2         | 2 – 2  | ZESCO United FC |
| FUS Rabat            | 1 – 0 | 1 – 1 5 - 4tab | 0 – 1  | CS Sfax         |
| Al Hilal Obayid      | 1 – 2 | 1 – 7          | 0 – 5  | TP Mazembe      |

| 15 septembre 2017 | SuperSport United | 0-0   | ZESCO United FC | Lucas Masterpieces Stadium, Pretoria |                                |
| 19h00 CEST        |                   | (0-0) |                 | Arbitrage : Eric Otogo Castane       | Arbitrage : Eric Otogo Castane |
| 19h00 CEST        | Rapport           |       |                 | Arbitrage : Eric Otogo Castane       | Arbitrage : Eric Otogo Castane |

| 23 septembre 2017 | ZESCO United FC           | 2-2   | SuperSport United | Levy Mwanawasa Stadium, Ndola |                           |
| 15h00 CEST        | Ching'andu 4e · Owino 50e | (1-1) | 34e 90+3e Phala   | Arbitrage : Denis Dembele     | Arbitrage : Denis Dembele |
| 15h00 CEST        | Rapport                   |       |                   | Arbitrage : Denis Dembele     | Arbitrage : Denis Dembele |

| 16 septembre 2017 | Al Hilal Obayid | 1-2   | TP Mazembe           | Stade El Abyad, El Abyad |                          |
| 18h00 CEST        | Zatu 4e (CSC)   | (1-1) | 30e 83e (pen.) Ngita | Arbitrage : Victor Gomes | Arbitrage : Victor Gomes |
| 18h00 CEST        | Rapport         |       |                      | Arbitrage : Victor Gomes | Arbitrage : Victor Gomes |

| 24 septembre 2017 | TP Mazembe                                                         | 5-0   | Al Hilal Obayid | Stade TP Mazembe, Lubumbashi |                          |
| 15h30 CEST        | Kasusula 39e · Traore 49e · Ngita 54e · Meschack 84e · Mpeko 90+3e | (1-0) |                 | Arbitrage : Ghead Grisha     | Arbitrage : Ghead Grisha |
| 15h30 CEST        | Rapport                                                            |       |                 | Arbitrage : Ghead Grisha     | Arbitrage : Ghead Grisha |

| 16 septembre 2017 | FUS Rabat          | 1-0   | Club sportif sfaxien | Complexe sportif Moulay Hassan, Rabat |                            |
| 20h30 CEST        | Benarif 18e (pen.) | (1-0) |                      | Arbitrage : Daniel Bennett            | Arbitrage : Daniel Bennett |
| 20h30 CEST        | Rapport            |       |                      | Arbitrage : Daniel Bennett            | Arbitrage : Daniel Bennett |

| 22 septembre 2017 | Club sportif sfaxien | 1-0 - 4 - 5tab | FUS Rabat | Stade Taïeb-Mehiri, Sfax          |                                   |
| 19h00 CEST        | Aouadhi 23e (pen.)   | (1-0)          |           | Arbitrage : Davies Ogenche Omweno | Arbitrage : Davies Ogenche Omweno |
| 19h00 CEST        | Rapport              |                |           | Arbitrage : Davies Ogenche Omweno | Arbitrage : Davies Ogenche Omweno |

| 16 septembre 2017 | MC Alger    | 1-0   | Club africain | Stade 5 Juillet 1962, Alger       |                                   |
| 20h45 CEST        | Nekkache 9e | (1-0) |               | Arbitrage : Noureddine El Jaafari | Arbitrage : Noureddine El Jaafari |
| 20h45 CEST        | Rapport     |       |               | Arbitrage : Noureddine El Jaafari | Arbitrage : Noureddine El Jaafari |

| 24 septembre 2017 | Club africain                    | 2-0   | MC Alger | Stade olympique de Radès, Tunis |                                |
| 19h00 CEST        | Zemzemi 21e (pen.) · Khalifa 82e | (1-0) |          | Arbitrage : Thierry Nkurunziza  | Arbitrage : Thierry Nkurunziza |
| 19h00 CEST        | Rapport                          |       |          | Arbitrage : Thierry Nkurunziza  | Arbitrage : Thierry Nkurunziza |

### Demi-finales
| Équipe               | Aller | Total | Retour | Équipe        |
| -------------------- | ----- | ----- | ------ | ------------- |
| Supersport United FC | 1 – 1 | 4 – 2 | 3 – 1  | Club africain |
| TP Mazembe           | 1 – 0 | 1 – 0 | 0 – 0  | FUS Rabat     |

| 1er octobre 2017 | Supersport United FC | 1-1   | Club africain      | Lucas Masterpieces Stadium, Pretoria |                             |
| 14h00 CEST       | Mnyamane 87e (pen.)  | (0-1) | 21e (pen.) Khalifa | Arbitrage : Bernard Camille          | Arbitrage : Bernard Camille |
| 14h00 CEST       | Rapport              |       |                    | Arbitrage : Bernard Camille          | Arbitrage : Bernard Camille |

| 2017       |  | -   |  |  |  |
| 20h45 CEST |  | (-) |  |  |  |

| 1er octobre 2017 | TP Mazembe | 1-0   | FUS Rabat | Stade TP Mazembe, Lubumbashi    |                                 |
| 14h30 CEST       | Ngita 14e  | (1-0) |           | Arbitrage : Bakary Papa Gassama | Arbitrage : Bakary Papa Gassama |
| 14h30 CEST       | Rapport    |       |           | Arbitrage : Bakary Papa Gassama | Arbitrage : Bakary Papa Gassama |

| 2017       |  | -   |  |  |  |
| 20h45 CEST |  | (-) |  |  |  |

### Finale
| 2017       |  | -   |  |  |  |
| 20h45 CEST |  | (-) |  |  |  |

| 2017       |  | -   |  |  |  |
| 20h45 CEST |  | (-) |  |  |  |